# IC 2869
IC 2869 је појединачна звијезда у сазвјежђу Лав која се налази на листи објеката дубоког неба у Индекс каталогу.
Деклинација објекта је + 9° 1' 4" а ректасцензија 11h 29m 8,7s.